# Erik Sørensen (borgmester)
 For alternative betydninger, se Erik Sørensen. (Se også artikler, som begynder med Erik Sørensen)
Erik Sørensen (født 11. december 1944) var skattechef og senere borgmester i Frederikshavn Kommune, valgt for Socialdemokraterne.
Han sad i byrådet fra 1994 til udgangen af 2013 og var borgmester i 12 år, fra 1997 til 2009. Ved byrådsvalget i 2013 genopstillede Erik Sørensen ikke.